# Jørgen Bojsen-Møller
Jørgen Bojsen-Møller (17 de abril de 1954) é um velejador dinamarquês, campeão olímpico. Ele competiu nos Jogos Olímpicos de Verão de 1988 na classe Flying Dutchman e conquistou a medalha de ouro, ao lado de Christian Grønborg. Quatro anos depois, nos Jogos Olímpicos de Verão de 1992, conseguiu o bronze nesta mesma classe, desta vez com seu primo Jens Bojsen-Møller.
Bojsen-Møller garantiu um total de 13 medalhas em campeonatos mundiais entre 1988 e 2018 e sagrou-se campeão mundial nove vezes. Ele conquistou seu primeiro título em 1988 em Medemblik com Grønborg, antes de ganhar o título com seu primo Jens em 1990 em Newport e 1993 em Travemünde. Ele ganhou todas as outras medalhas com seu irmão Jacob, incluindo as medalhas de ouro em 2001 em Gilleleje, 2005 em Balaton, 2007 em Los Alcázares, 2009 em Medemblik, 2016 em Steinhude e 2018 em Medemblik.